# Rattus marmosurus
Rattus marmosurus é uma espécie de roedor da família Muridae.
Apenas pode ser encontrada na Indonésia.